# لیجا لایزن
لیجا لایزن (انگلیسی: Lija Laizāne؛ زادهٔ ۶ ژوئیهٔ ۱۹۹۳) دوچرخه‌سوار اهل لتونی است.